# ニコラーイ・オストロフスキー
ニコライ・アレクセーエヴィチ・オストロフスキー（ロシア語: Николай Алексеевич Островский, ラテン文字転写: Nikolai Alekseevich Ostrovskii、1904年9月29日（ユリウス暦9月16日） - 1936年12月22日）は、ソビエト連邦の作家。全身の不随や失明に打ち勝って書かれた代表作『鋼鉄はいかに鍛えられたか』は、国内外から広く反響を集めた。レーニン勲章受章者。

## 前半生
ニコライ・オストロフスキーは1904年9月29日（当時のユリウス暦では9月16日）に、ロシア帝国ヴォルィーニ県オストロフ郡ヴィリヤ村 (uk)（現在のウクライナ北西部のリウネ州オストログ地区）で生まれた。父は軍の下士官であり、税官吏でもあった。
オストロフスキーは、その優れた才能のため通例より早く教区付属学校に入学し、1913年に9歳でそこを卒業するとすぐ家族でシェペトフカへ移り住んだ。1916年からは駅食堂の厨房や資材倉庫のオペレーター、発電所の火夫見習いなど様々な職に就きながら学校にも通い、1917年にはボリシェヴィキの活動家となった。1919年7月20日に赤軍へ志願し、8月9日にはコムソモールへ入団している。公式の伝記によると、1918年春にドイツ軍が故郷に進入した際はボリシェヴィキの地下組織の使い走りもしたという。
後にオストロフスキーの手足を奪うことになる病が発症したのは、この時期であるとみられる。最終的に彼は「進行性強直性関節炎、進行性関節骨化症」と診断されたが、現代の医学ではこれは遺伝性の強直性脊椎炎として知られる多発性関節炎であると推測されている。
軍ではグリゴリー・コトフスキーの騎兵旅団や第1騎兵軍、時にはOSNAZ（共産党直属の特殊部隊）にも所属したが、リヴォフで背中に榴散弾による重傷を負い1920年8月に復員した。しかし、この軍歴は彼の自伝では触れられていない。また、1920年から1921年にかけてオストロフスキーがイジャスラフでチェーカーのメンバーだったとする情報もある。
1921年にはキエフで技師見習いとして電気工学を学び、同時にコムソモールの秘書も務めた。翌年にはチフスを患ったが、体調不良をおしてキエフで鉄道の敷設工事に参加している。病から回復した後はポーランドとの国境地帯のベレズドフで政治将校普通義務教育大隊に所属し、1924年にシェペトフカのコムソモール地区委員会事務局長を務めた後は、ベレズディウとイジャスラウの地域委員会の秘書となった。同年にオストロフスキーは共産党へ入党している。
1925年からオストロフスキーの体調は急激に悪化し、療養の甲斐なく1926年の暮れには寝たきりとなった。翌年8月にはチフスの合併症から視覚を失ったが、直後にYa・M・スヴェルドロフ名称共産大学の通信制に入学し、2年で修了している。

## 作家として
1927年の秋にオストロフスキーは自伝的小説を書き始めたが、半年後に原稿は輸送事故で失われた。1930年代後半からはステンシルを使うことを考案し、長編『鋼鉄はいかに鍛えられたか』の執筆を開始した。これは雑誌「青年前衛」(ロシア語版) からは「作風にリアリティがない」と酷評されたが、原稿は二次審査を通過している。原稿は副編集長のマルク・コロソフ (ロシア語版) と責任編集者のアンナ・カラヴァエワによって編集され、1932年4月に第1部が、11月に第2部が同誌から書籍化された。この本はソ連中でたちまちベストセラーとなり、1942年 (ロシア語版)、1956年 (ロシア語版)、1975年 (ロシア語版) と3度映画化された。
オストロフスキーは1932年にロシア・プロレタリア作家協会のモスクワ支部に加入し、1934年にはソビエト連邦作家同盟にも加入した。
1935年にオストロフスキーはレーニン勲章コムソモール賞 (ロシア語版) を授与され、ソチに邸宅を、モスクワのゴーリキー通りにアパートを与えられた。さらに政治将校准将 (ロシア語版) の地位も与えられ、それから数か月の間は自宅に詰めかける読者や他の作家たちに囲まれ、その名声は広く知れ渡った。また、彼が1930年から1932年にかけて住んでいたモスクワの死人小路にも彼の名が冠された。
その後、オストロフスキーは新作を約束し、ロシア内戦下のウクライナについての三部作『嵐に生まれ出るもの』(ロシア語版) の第1部を執筆したが、それは本人にとっても納得のゆくものではなかった。
1936年12月22日、オストロフスキーは32歳で病苦の中に死んだ。その葬儀には、急ピッチで刷り上げられた『嵐に生まれ出るもの』が捧げられた。
オストロフスキーと面会したアンドレ・ジッドは、著書『ソヴィエト紀行』(フランス語版) の中で、オストロフスキーはソ連の体制に対して批判的であったと述べている。

## ギャラリー

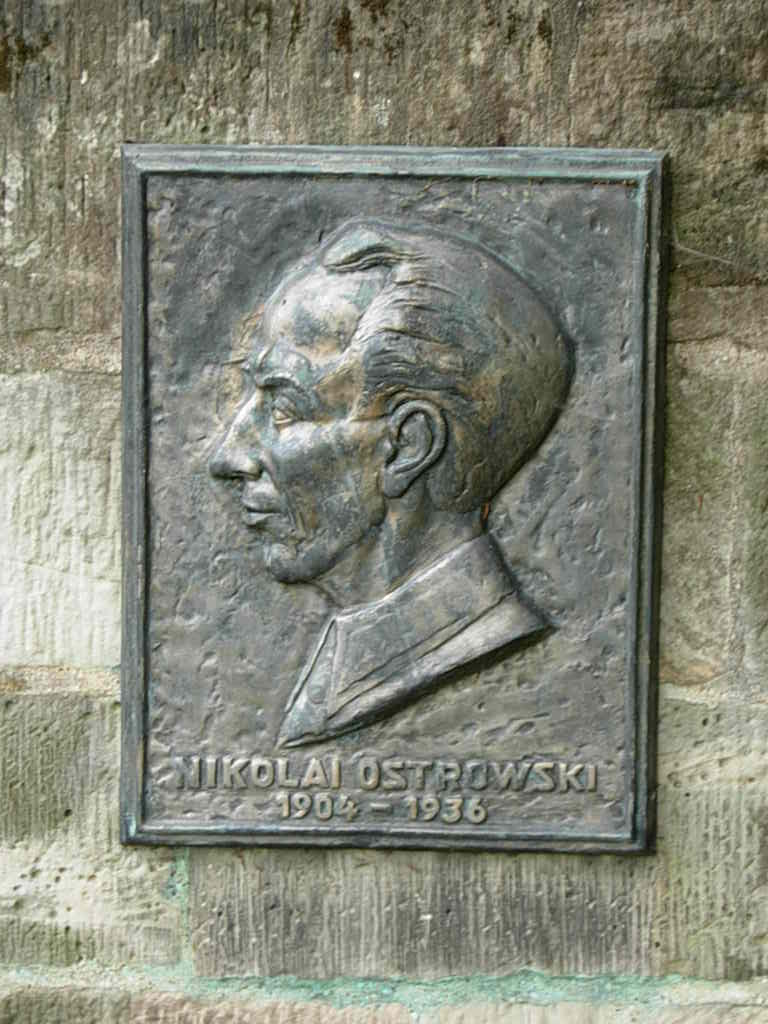
ドイツ、ザクセン＝アンハルト州エッカーツベルガのレリーフ
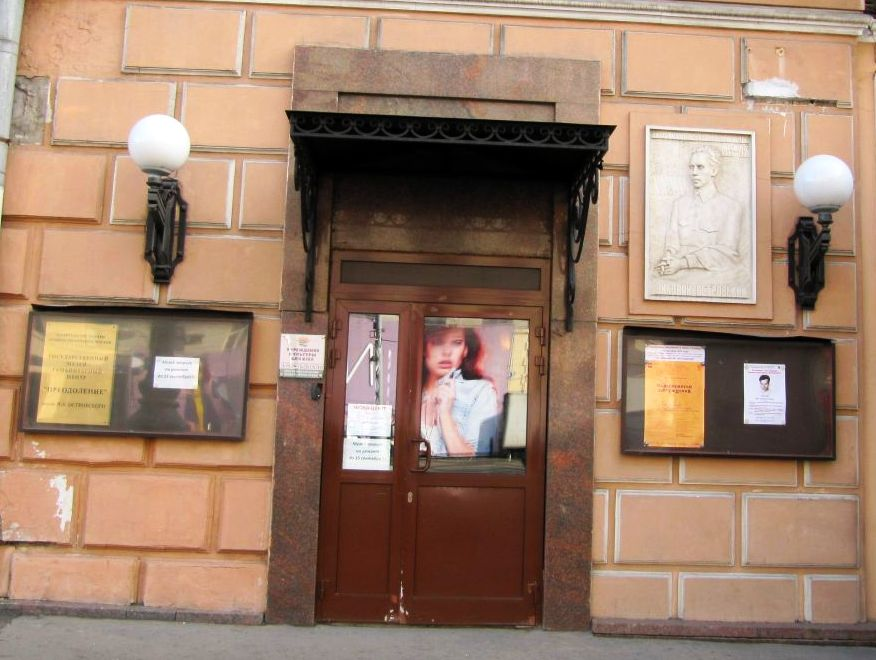
晩年の住居である、モスクワ、トヴェルスカヤ通りのアパート。現在は博物館となっている。
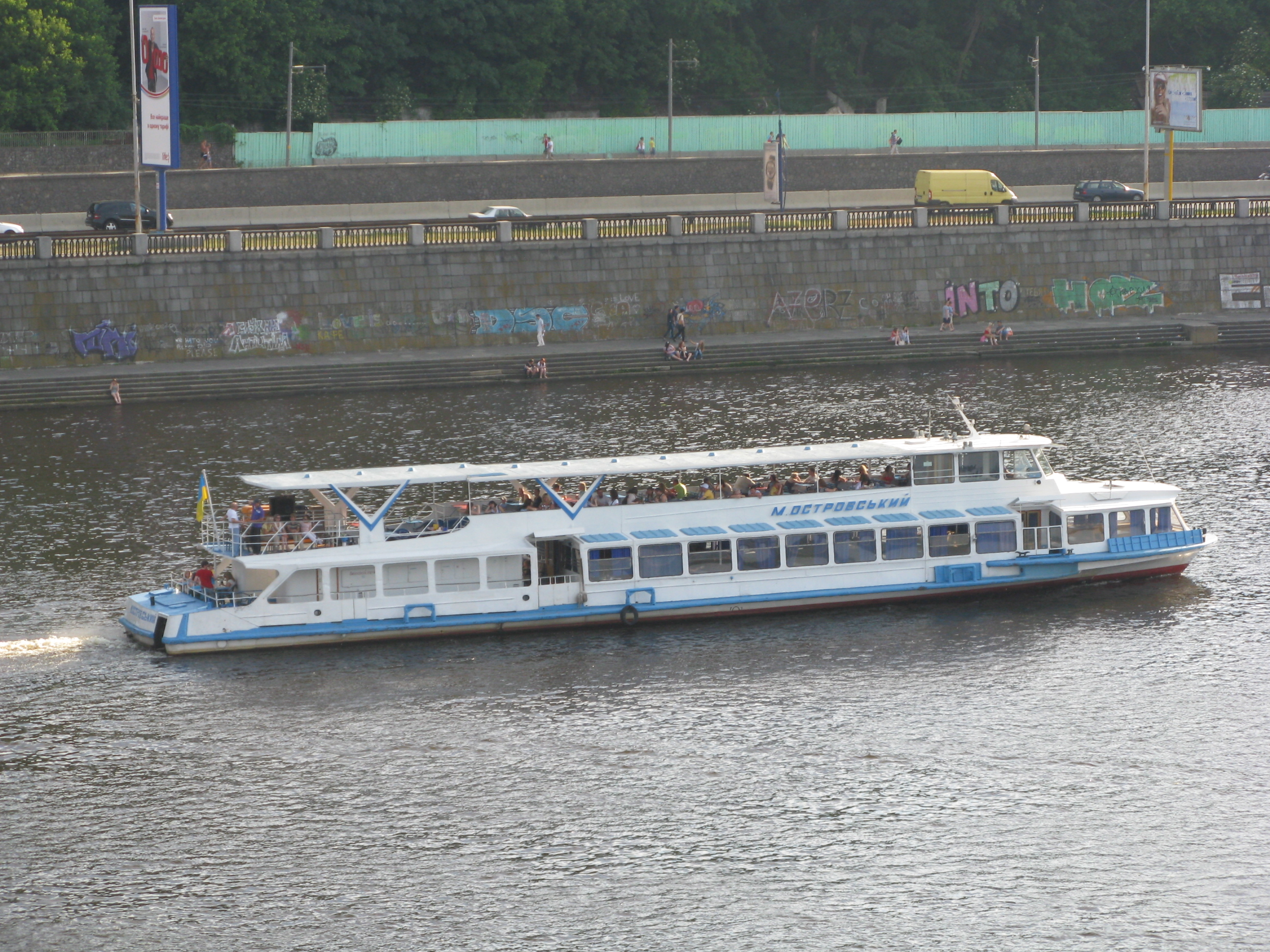
ドニエプル川を運行する船、オストロフスキー号
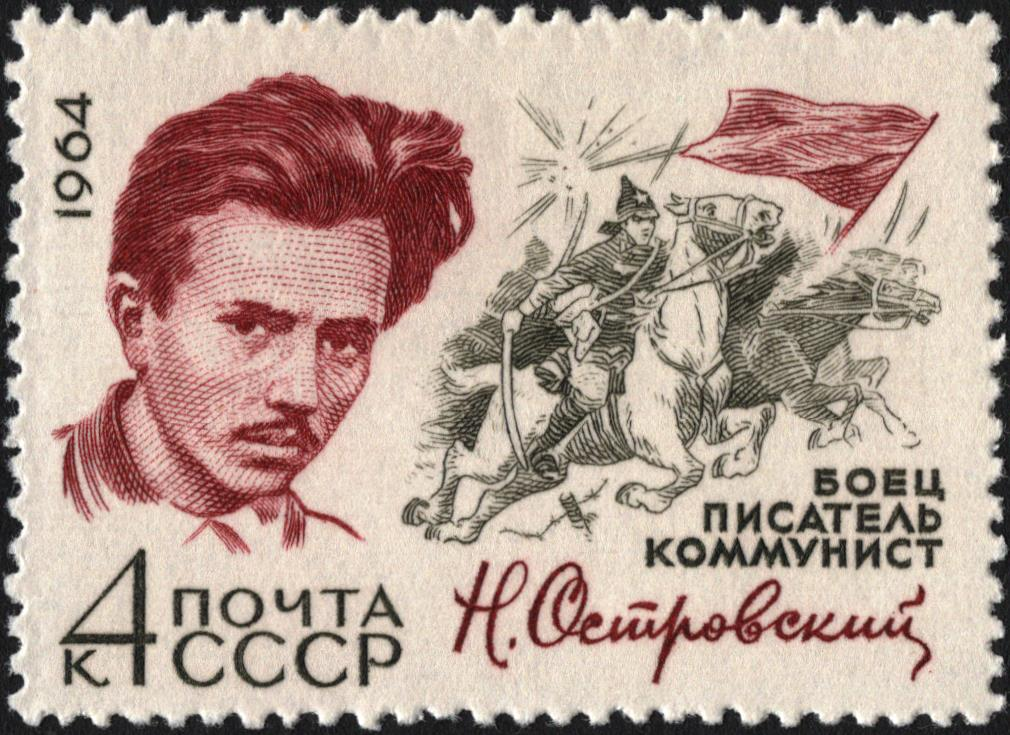
ソ連時代の記念切手
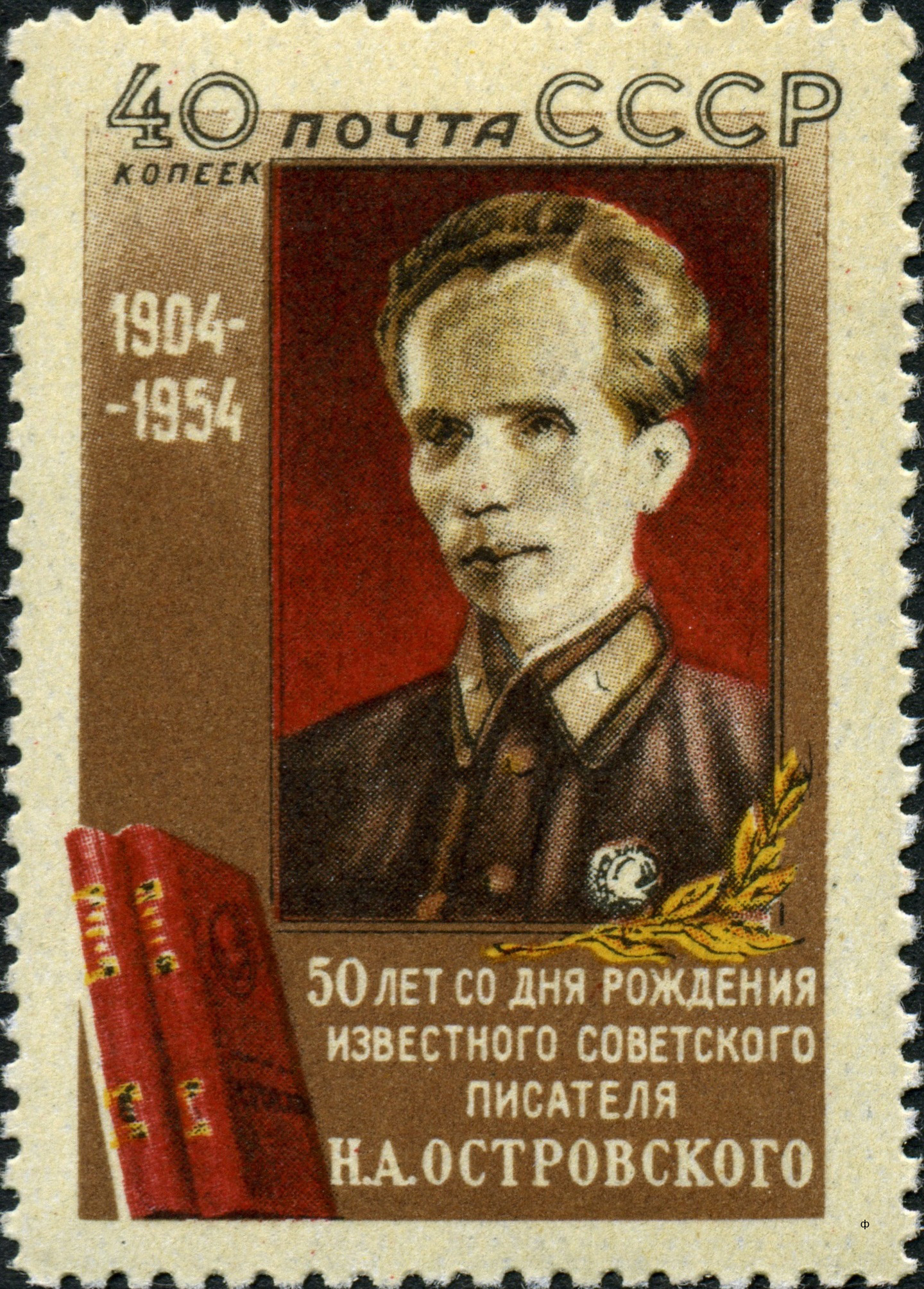
同じくソ連時代の、生誕50周年記念切手

## 日本語訳
- 『鉄はいかに鍛へられるか』（東京案内社、1936年） - 稲田定雄訳
- 『嵐に生れ出づるもの』（第一書房、1938年。新日本出版社版、1965年） - 稲田定雄訳
- 『収入ある地位』（世界古典文庫、1947年） - 石山正三訳
- 『狼と羊』（世界文庫、1948年） - 石山正三訳
- 『どんな賢人にもぬかりはある』（世界古典文庫、1948年） - 石山正三訳
- 『鋼鉄はいかに鍛えられたか』（ナウカ社、1950年） - 杉本良吉訳（1936年に発禁処分となっていた[2]）
- 『嵐の中に生まれ出づるもの』（青銅社、1951年） - 竹村良行、清水邦生訳
- 『鋼鉄はいかに鍛えられたか』（青木文庫、1953年） - 一条正美訳
- 『文学修業』（未来社、1954年） - 鹿島保夫訳
- 『鋼鉄はいかに鍛えられたか』（岩波文庫、1955年） - 金子幸彦訳
- 『いかに鋼鉄は鍛えられたか』（角川文庫、1958年） - 袋一平訳
- 『ロシア文学全集第32巻 オストローフスキィ 鋼鉄はいかに鍛えられたか』（修道社、1959年。平凡社版、1964年） - 中村融訳
- 『世界革命文学選1 鋼鉄はいかに鍛えられたか』（新日本出版社、1964年。文庫版、1974年） - 横田瑞穂訳